# Делагарди
Делагарди (швед. De la Gardie) — шведский род французского происхождения, давший Швеции множество военных и государственных деятелей.

## История рода
Происходит из Лангедока. Известен с 80-х годов XIV века, когда Робер, сеньор Руссоля и Ла Гарди, вступил в брак с Анной Л’Эстандар, принадлежавшей к одному из самых старейших родов Франции. Потомки Робера впоследствии породнились со многими знатными французскими семьями. Представители рода носили фамилию д’Эскупери, однако часто назывались по принадлежавшим им владениям, среди которых были Руссоль, Ла Гарди, Орнезон и Пуссоль.
Основателем шведской ветви стал сын Жака д’Эскупери Понтус Делагарди (1520—1585), который в 1565 году вступил на шведскую службу. 27 июля 1571 года он получил от шведского короля титул барона и баронство Экхольм. Баронская ветвь рода была внесена в матрикул Рыцарского собрания Швеции в 1625 году, однако в 1640 году она пресеклась.
Сын Понтуса — Якоб (1583—1652), 10 мая 1615 года был возведён в графское достоинство, получив графство Леккё, а затем Аренсбург. Его ветвь была внесена в матрикул шведского Рыцарского собрания в 1625 году.
Во второй половине XVIII в. представители графской ветви Делагарди обосновались в Эстляндии. Однако мужская линия российской ветви рода пресеклась в 1856 году со смертью графа Карла Магнуса Делагарди (1788—1856), не оставившего после себя потомства. В 1852 году Карл Магнус усыновил сына своей старшей сестры Марии (1786—1876) Александра Ивановича Бреверна, который унаследовал графский титул и фамилию, которая отныне звучала как Бреверн-де-Лагарди.

## Описание герба

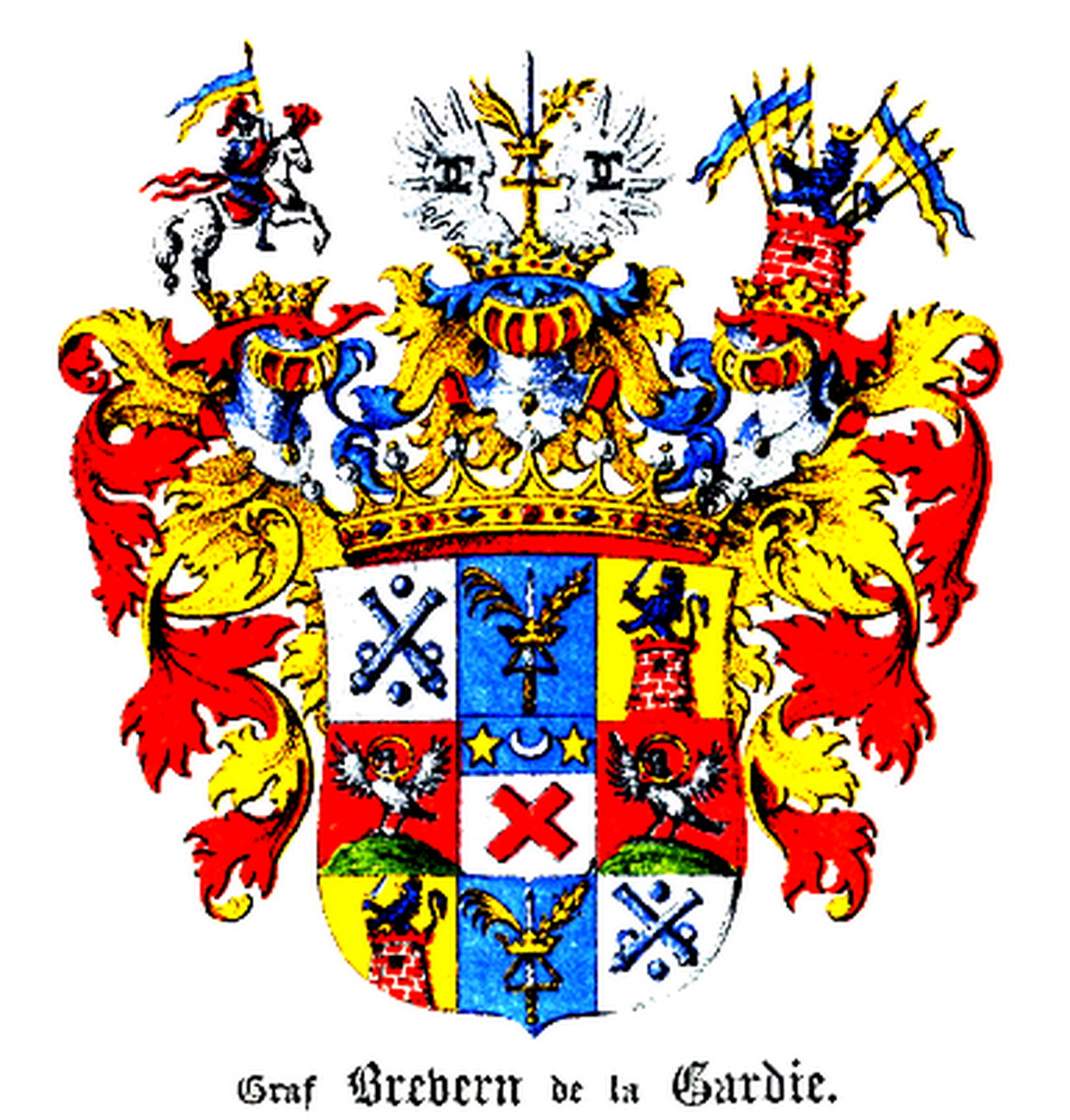
Герб Бреверн-де-Лагарди

Щит дважды рассечён и дважды пересечён со щитом в середине. В первой и девятой, в серебряных частях, два лазоревые на крест положенные пушечные ствола, сопровождаемые вверху и внизу двумя такими же ядрами. Во второй и восьмой, лазоревых частях, серебряный, с золотою рукоятью, меч, поставленный через золотую корону, за которой положены на крест зелёные пальмовые и лавровые ветви. В третьей и седьмой, золотых частях, червлёная зубчатая башня, из которой выходит лазоревый, с червлёными глазами и языком лев, держащий лазоревый же меч, увенчанный короною. В четвёртой и шестой, червлёных частях, серебряный голубь, с червлёными глазами, клювом и ногами и держащий в клюве зелёный масличный венок. В серебряном, среднем щите, червлёный андреевский крест. В лазоревой главе среднего щита, серебряный, рогами вверх, полумесяц, сопровождаемый по бокам двумя золотыми о пяти лучах звёздами.
Щит увенчан графскою короною и тремя графскими коронованными шлемами. Нашлемники: средний между двумя серебряными, обременёнными двумя соединёнными буквами: С, орлиными крыльями, серебряный, с золотою рукоятью меч, поставленный через золотую корону, за которой положены на крест зелёные пальмовые и лавровые ветви. Второй — в серебряных латах и с червлёною перевязью воин, держащий копьё с флюгаркой, пересечённою лазурью и золотом, и скачущий на серебряном с червлёными глазами и языком коне, покрытом червлёным с золотою каймою ковром. Третий — червлёная зубчатая башня, из которой выходит лазоревый, с червлёными глазами и языком лев, держащий лазуревый меч, и увенчанный такою же короною и за которым семь золотых копий, с флюгарками, пересечёнными лазурью и золотом. Намёты: средний — лазоревый с золотом, боковые, червлёные, с золотом. Герб графов Бреверн Де-Лагарди, происходящих из Швеции внесён в Часть 11 Общего гербовника дворянских родов Всероссийской империи, стр. 27.